# مونيكا إس. لين
مونيكا إس. لين (بالإنجليزية: Monica S. Lam)‏ (و. القرن 20  م) هي عَالِمَة حاسوب أمريكية، هي عضوةٌ في رابطة مكائن الحوسبة.

## التعليم
تعلمت في جامعة كارنيغي ميلون، وتحصلت منها على دكتوراة في الفلسفة (حتى 1987)، وجامعة كولومبيا البريطانية (حتى 1980).

## جوائز
حصلت على جوائز منها:
- زمالة رابطة مكائن الحوسبة [الإنجليزية]‏ (2007)
- زمالة جمعية للآلات البرمجية.